# Bocskaikert
Bocskaikert ist eine ungarische Gemeinde im Kreis Hajdúhadház im Komitat Hajdú-Bihar. Zur Gemeinde gehören die Ortsteile Monostordűlő und Rákóczikert.

## Geografische Lage
Bocskaikert liegt 13 Kilometer nordöstlich des Zentrums des Komitatssitzes Debrecen und unmittelbar südlich der Kreisstadt Hajdúhadház. Nachbargemeinden sind Hajdúböszörmény im Westen und Hajdúsámson im Südosten, im Süden grenzt Pallag, ein Ortsteil von Debrecen an die Gemeinde.

## Geschichte
Das heutige Gebiet von Bocskaikert wurde zwischen 1898 und 1903 von einigen Bewohnern aus Debrecen und Hajdúhadháza parzelliert, da sie das Gebiet geeignet für Obst- und Weinbau hielten. Offiziell wurde der Ort Bocskaikert 1899 durch eine Interessenvereinigung von Weinbauern gegründet. Zu den ersten Grundbesitzern zählte László Poroszlay, Bankdirektor und Regierungsberater in Debrecen, sowie einige seiner Bekannten. Im Laufe der Zeit folgten Beamte, Lehrer, Militäroffiziere und Bahnbedienstete. Im Ort verbrachte das wohlhabendere Bürgertum von Debrecen seinen Urlaub. Die Siedlung entwickelte sich recht schnell und zwischen den beiden Weltkriegen bauten die Bewohner Obst und Gemüse an. Nach dem Zweiten Weltkrieg wurde Bocskaikert dem nördlich angrenzenden Hajdúhadháza angegliedert. 1989 gab es im Ort 1000 Einwohner, 1993 fand ein Referendum über die Abspaltung von Hajdúhadháza statt, welche von den Bewohnern angenommen wurde. Am 15. Oktober 1993 wurde die Siedlung eine unabhängige Gemeinde, damals gab es dort 870 bebaute Grundstücke und bereits 1295 Einwohner.

## Sehenswürdigkeiten
- 1848/49er-Denkmal (1848-49-es szabadságharc emlékműve), erschaffen von Tamás Bereczki
- István-Bocskai-Bronzebüste, erschaffen von Sándor Gyula Makoldi
- Ökumenische Kapelle, erbaut 1996–1997, die von der griechisch-katholischen, der reformierten und der römisch-katholischen Gemeinde genutzt wird

## Verkehr
Durch Bocskaikert verläuft die Hauptstraße Nr. 4, die von Debrecen nach Nyíregyháza führt. Die Gemeinde ist angebunden an die Eisenbahnstrecke Nr. 100 vom Budapester Westbahnhof nach Nyíregyháza. Weiterhin bestehen Busverbindungen nach Debrecen, Hajdúhadház, Téglás und Újfehértó.